# Rainer Rempe
Rainer Rempe (* 6. Juni 1962 in Cloppenburg) ist ein deutscher Kommunalpolitiker (CDU) und seit dem 15. September 2014 Landrat des Landkreises Harburg.

## Leben
Rainer Rempe besuchte von 1968 bis 1981 die Schule in Cloppenburg und legte dort seine Abiturprüfungen ab. Von 1982 bis 1992 studierte er Rechtswissenschaft mit wirtschaftswissenschaftlichem Schwerpunkt an der Universität Osnabrück und absolvierte ein Referendariat am Oberlandesgericht Oldenburg.
Von 1992 bis 1997 war Rainer Rempe im Rechtsamt des Landkreises Harburg. Er wurde Dezernent für Organisation und Personal bei der Bezirksregierung Lüneburg. Von 1997 bis 2000 fungierte er als Projektleiter für eine umfassende Reform der Kreisverwaltung, insbesondere in den Bereichen Bürgerservice, flexible Arbeits- und Öffnungszeiten, schlanke Organisation und betriebswirtschaftliche Instrumente. Seit 2000 betätigte Rainer Rempe sich als Leiter der Strategischen Steuerung für effiziente und bürgerorientierte Verwaltungsstrukturen in den Bereichen Kreisentwicklung, Wirtschaftsförderung, Controlling, Personalentwicklung sowie Klimaschutz.
Von 2004 bis 2007 arbeitete er als einstimmig gewählter Kreisrat im Landkreis Harburg. Seit 2007 hatte Rainer Rempe die Position des Ersten Kreisrats inne und war damit allgemeiner Vertreter des Landrats im Landkreis Harburg. Der Kreistag wählte ihn mit großer Mehrheit in dieses Amt.
Am 25. Mai 2014 wurde Rainer Rempe mit 52,4 Prozent der Stimmen zum neuen Landrat des Landkreises Harburg gewählt. Rempes Amtsantritt erfolgte am 15. September 2014.
Am 23. Oktober 2022 setzte sich Rempe mit 57,6 % in einer Stichwahl gegen seinen Konkurrenten von der SPD durch und bleibt damit für neun weitere Jahre Landrat.